# Рёме-Розанофф, Мари
Мари Рёме-Розанофф (фр. Marie Roemaet-Rosanoff; 1896—1967) — американская виолончелистка бельгийского происхождения.
Училась в Институте музыкального искусства у Виллема Виллеке, затем совершенствовала своё мастерство под руководством Пабло Казальса и его ассистента Льва Розанова, за которого вышла замуж. В 1926 году играла в недолго существовавшем струнном квартете Мэри Доус Хертер Нортон. На рубеже 1920-30-х гг. получила определённую известность как ансамблевый музыкант в составе Квартета музыкального искусства (англ. Musical Art Quartet) вместе с Сашей Якобсеном, Бернардом Око и Луисом Кауфманом. В дальнейшем на протяжении многих лет совместно с супругом вела плодотворную преподавательскую деятельность, преимущественно частным порядком, а также, в 1950-е гг., в летней школе в Уилтоне (Коннектикут). По воспоминаниям ученика Рёме-Розанофф Стивена Кейтса,

она была замечательной виолончелисткой и нередко демонстрировала это в ходе уроков. Она также отлично играла на фортепиано. Мне рассказывали, что она могла сыграть на виолончели любую партию любого из бетховенских квартетов — то есть включая скрипичные и альтовые. Она была просто невероятно одарённым музыкантом и стала для меня образцом, к которому я до сих пор стремлюсь приблизиться.

Подготовила вместе с мужем издание Шести сюит для виолончели соло Иоганна Себастьяна Баха (на основании указаний Казальса), осуществила ряд аранжировок (в частности, виолончельное переложение баховской органной Пасторали фа мажор).